# Кароль Мічета
Кароль Мічета (словац. Karol Mičieta; *19 листопада 1952, Жиліна, Чехословаччина) — словацький ботанік, учений і професор університету. З 2011 — ректор Братиславського університету імені Коменського.

## Біографія
Народився в 1952 в Жиліні. У 1976 закінчив магістратуру за напрямом «ботаніка» (факультет природничих наук Братиславського університету імені Коменського. У 1978 отримав звання доктора природничих наук, в 1980 закінчив інтернатуру, з 1981 працює на факультеті природничих наук Братиславського університету імені Коменського.
З 1995 обіймає посаду завідувача кафедрою ботаніки факультету природничих наук Братиславського університету імені Коменського. У 1998 отримав звання доцента за фахом «ботаніка». Є членом багатьох професійних словацьких і зарубіжних спільнот. Брав участь або був відповідальним виконавцем безлічі словацьких та зарубіжних наукових проектів. Довгі роки був науково-дослідним співробітником.
У 2007 Мічета отримав звання професора в області загальної екології, екології людини і популяції.
З грудня 2002 по січень 2011 був головою Академічного сенату Університету Коменського.
З 1 лютого 2011 працює на посаді ректора Братиславського університету імені Коменського.

## Важливіші праці
- Vyššie rastliny v bioindikácii fytotoxicity a genotoxicity znečisteného životného prostredia (1997)
- Špecializované informačné technológie v prírodovedenom výskume: Mnohorozmerné štatistické analýzy v biológii (2008) spolu s D. Némethovou a L. Jedličkom
- Všeobecná a aplikovaná palynológia. (2016) spolu s J. Ščevkovou